# Arthur (kráter)
Arthur je impaktní kráter na Saturnově měsíci Mimas. Nomenklatura kráterů na Mimasu čerpá z britské mytologie – konkrétně z Artušovských legend, Arthur je tak pojmenován podle krále Artuše. Název byl schválen Mezinárodní astronomickou unií v roce 1982.
Arthur patří mezi větší mimaské krátery s centrálním vrcholem, přesto je jeho průměr více než dvakrát menší než u největšího kráteru Herschel. Má průměr 64 km a jeho střední souřadnice na měsíci jsou 35°24′00″ J a 196°02′24″ Z. 
Jeho jihozápadní okrajový val je narušen menším kráterem, za kterým se dále na jihozápad táhne řetězec kráterů Tintagil Catena (který byl do roku 2010 uváděn jako kaňon Tintagil Chasma). Západně od Arthura leží dvojice srovnatelně velkých kráterů Merlin a Igraine.